# 慶應義塾大学落語研究会
慶應義塾大学落語研究会（けいおうぎじゅくだいがくらくごけんきゅうかい）は、慶應義塾大学の文化団体連盟（文連）に所属する公認団体の一つで、いわゆる落研（おちけん）のうちの一つである。略称は慶應落研（けいおうおちけん）。関東落研連合（関落連）に所属している。

## 活動

### 慶應寄席
三田祭において開催される部員による興行。慶應落研の中で最も重要なイベントであるとされる。三田祭期間中は終日興行しており、2年生はここにおいて昼・夜主任を務めるのが通例となっている。また、4年生はこれをもって引退となる。

### 慶應落語会
学生に落語を普及することを目的として始められた落語会。慶應寄席とは異なり、本職の落語家を招聘して興行する。類似の会には早稲田大学落語研究会による「わせだ寄席」が存在する。
- 第一回慶應落語会（2016年12月9日 於三田演説館）
  - 三遊亭金の助「子ほめ」
  - 桂歌丸「鍋草履」

## 沿革
慶應義塾大学落語研究会『寄席がき 創刊号』（1956年7月10日）より
- 1954年（昭和29年）6月1日
  - 「日本の古典大衆芸能の普及」を設立趣旨として創部。
  - 当時は実演などは行わず、本職の落語家を招いての落語会が主な活動であった[3]。
- 同年6月26日
  - 関東全大学落語連盟（全落連）結成準備会に参加。他の参加校は早稲田・東大・國學院大・法政[4]。
- 同年11月13日
  - 第二回落語鑑賞会を三田演説館にて開催。
    - 蝶花楼馬楽「猿後家」
    - 三遊亭百生「粗忽の釘」
    - 三遊亭圓生「蒟蒻問答」

紆余曲折を経て現在に至る。

## 著名なOB

### 落語家
- 立川談慶（立川流真打）

### 芸能人
- TOBI（レ・ロマネスクのメインボーカル）

### アナウンサー
- 吉田尚記（アナウンサー）
- 佐々木正洋（アナウンサー）
- 松下賢次（アナウンサー）
- 伊藤英一郎（アナウンサー）

### 実業家
- 坂本孝（ブックオフコーポレーション創業者/俺の株式会社代表取締役）[5]

## 落語

### 慶應義塾と落語

#### 高座
- 1956年（昭和31年）4月2日
  - 学事視察のために海外渡航する門野幾之進の送別会を演説館にて開催し、柳家小さん、三遊亭圓遊を招聘した[6]。

#### 人物
- 川上音二郎[7]
  - 浮世亭○○（うきよていまるまる）の名前で「オッペケペー節」を発表し好評を博す。
  - 散歩中の福沢諭吉の眼に留まって慶應義塾の学僕となるが、寄席通いが崇って15歳で義塾から追放された。数々の職業を経て上方落語家になった。
- 立川らく朝
  - 杏林大学医学部卒業後、慶應義塾大学医学部内科学教室へ入局。慶応健康相談センター（人間ドック）医長を務めた[8]。
- 柳亭楽ちん
  - 前座